# Мюнценберг
Мюнценберг (на немски: Münzenberg) е град във Ветерау в Хесен, Германия, с 5496 жители (към 31 декември 2014).
Намира се на 13 km северно от Фридберг, и 16 km югоизточно от Гисен.
Амт Мюнценберг (на немски: Amt Münzenberg) е исторически управленчески и съдийски район на господство Ханау, от 1458 г.: Графство Ханау-Мюнценберг и след това на Ландграфство Хесен-Касел във Ветерау и участва в управлението на Господство Мюнценберг.